# Осон
Осон (фр. Aussonne) насеље је и општина у јужној Француској у региону Миди Пирене, у департману Горња Гарона која припада префектури Тулуз.
По подацима из 2011. године у општини је живело 6548 становника, а густина насељености је износила 475,87 становника/km². Општина се простире на површини од 13,76 km². Налази се на средњој надморској висини од 145 метара (максималној 171 m, а минималној 119 m).

## Демографија
| 1962. | 1968. | 1975. | 1982. | 1990. | 1999. | 2011. |
| ----- | ----- | ----- | ----- | ----- | ----- | ----- |
| 661   | 873   | 1.952 | 3.636 | 4.000 | 4.220 | 6.548 |

График промене броја становника у току последњих година